# میشل هرست
میشل هرست (انگلیسی: Michelle Hurst) بازیگری آمریکایی است. نارنجی همان سیاه است، بچه شری و کله‌پوک‌ها از کارهای معروف اوست.